# اندری هلشچنکو
اندری هلشچنکو (انگلیسی: Andriy Hlushchenko؛ زادهٔ ۱۸ مارس ۱۹۷۴) بازیکن فوتبال اهل اوکراین است.
از باشگاه‌هایی که در آن بازی کرده‌است می‌توان به باشگاه فوتبال قبله، باشگاه فوتبال تورپیدو زاپروژیا، باشگاه فوتبال متالورگ زاپروژیا، باشگاه فوتبال ماریوپول، و باشگاه فوتبال چورنومورتس اودسا اشاره کرد.